# Prievidza
Prievidza (tyska Priwitz, ungerska Privigye) är en stad och kommun i distriktet Prievidza i regionen Trenčín i nordvästra Slovakien. Prievidza ligger Nitraflodens dalgång, omgiven av bergskedjor på alla sidor. Staden som har en yta av 43,063 km² har en befolkning som uppgår till 51 412 invånare (2005) och den är Slovakiens elfte största stad.
Staden namn skrevs första gången 1113 i Zoborské listiny (Slovakiens två äldsta dokument) som nämns Preuigan. Byn lade grunden för en kunglig fristad 1383. 1599 brände ottomanerna hela staden och kurucupproret brände staden 1673 igen.
I slutet av 1800-talet och början av 1900-talet byggdes järnvägarna från Nitra och Handlová, som en industri och staden växte. Under andra världskriget blev Prievidza centrum för partisanerna. Nu är Prievidza centrum för kolgruveindustri. Det är många institutioner av regional betydelse.